# 平榮子
平 榮子（たいら えいこ、1951年2月22日 - ）は、北海道出身の女優。

## 人物・来歴
旧芸名は平隆有子、平映子。平栄子 と表記される場合もある。
昭和女子大学短期大学部卒業。
芥川隆行の門を叩いて師事。当初の芸名は師匠である芥川の「隆」の字を取って、平隆有子（たいらりゅうこ）にした。
1980年代から、テレビドラマを中心に活動。オフィス・ヘンミ制作のドラマに出演することが多かった。
ナレーション業では『火曜サスペンス劇場』の予告ナレーションを長年務めていた。
声が特技であり、いろいろな声を変えて出すことができるため、その特技を生かしていろいろな役柄を幅広くこなす。基本的にはおとなしめな役が多い。
かつては、「アクターズ7」 → 「かとう企画」に所属していた。
ここ近年は、朗読劇を音楽とコラボレーションさせる舞台出演活動や地元である北海道（NHK文化センター帯広教室）で朗読教室の講師（ボイスティーチャー）を務める活動など朗読を広げる活動が主である。朗読劇（舞台）では、ギタリストの岩永善信との共演が多い。
1999年放送のTBS系の二時間ドラマ「万引きGメン二階堂雪(3)・虚栄心」では、通常のイメージとは一味違った役（派手な置引き常習犯のおばさん役）を演じた。

## 出演

### テレビドラマ
- 太陽にほえろ!・ボンは泣かない 第360話（1979年6月22日）
- ナショナル劇場（TBS）
  - 水戸黄門（C.A.L）
    - 第14部 第25話「酒に溺れた黄金の腕 -金沢-」（1984年4月16日） - 梅屋の女中
    - 第16部 第15話「娘が消えた縮緬の里 -宮津-」（1986年8月4日） - お茂
    - 第17部
      - 第21話「亡霊の正体見たり… -福山-」（1988年1月18日） - 宿の女中
      - 第25話「狙われた二人の黄門様 -大坂-」（1988年2月15日）、 第26話「旅の終わりの波瀾万丈 -大坂・江戸-」（1988年2月22日） - 宿の女中

    - 第18部 第8話「泥棒夫婦の大予言 -追分-」（1988年10月31日） - 旅籠の女中
    - 第20部
      - 第20話「弥七を狙う女 -八代-」（1991年3月25日） - おくら
      - 第32話「誘拐された御老公 -福井-」（1991年6月17日） - お伸

    - 第21部
      - 第1話「悪鬼が巣喰う岡崎城 -水戸・岡崎-」（1992年4月6日） - 大黒屋の女中
      - 第19話「恋を実らす占い合戦 -龍野-」（1992年8月10日） - お松

  - 大岡越前 第9部 第4話「襲われた御用金」（1985年11月18日、C.A.L） - およね
  - 江戸を斬るVII 第11話「お京誘拐御用旅」（1987年4月6日、C.A.L） - おしげ
- 特捜最前線・呪われた死者の呼ぶ声! 第373話（1984年7月18日）
- その時、妻はII（1985年10月21日〜12月27日）
- 牟田刑事官事件ファイル(4)・財布を拾った女（1985年12月14日・土曜ワイド劇場）
- 花くらべ（1988年5月30日 - 7月4日）
- 夏は秘密がいっぱい!（1994年7月25日 - 9月2日） ‐ まゆ子の母親
- 事件(3)・死刑を求刑された女!・母は本当に父を殺したのか?（1995年6月24日・土曜ワイド劇場）
- はみだし弁護士・巽志郎(3)・女子高生援助交際殺人事件!（1998年5月16日・土曜ワイド劇場）
- 万引きGメン二階堂雪(3)・虚栄心（1999年6月7日・月曜ドラマスペシャル） - 置引き犯のおばさん
- 女弁護士・高林鮎子(24)・東京環状線夏の迷走（1999年7月20日・火曜サスペンス劇場）
- 弁護士高見沢響子(3)・息子をリンチ殺害された母が報復殺人に走った!（2000年4月24日・月曜ドラマスペシャル）
- おやじのひげ

### ナレーション
- 火曜サスペンス劇場 予告ナレーション
- 木枯し紋次郎（2009年5月1日・金曜プレステージ）

### 舞台
- 朗読とクラシックギターの夕べ